# Barbro Hedström
Barbro Margareta Hedström, född 30 september 1943 i Enskede, är en svensk skulptör, målare och tecknare.

## Biografi

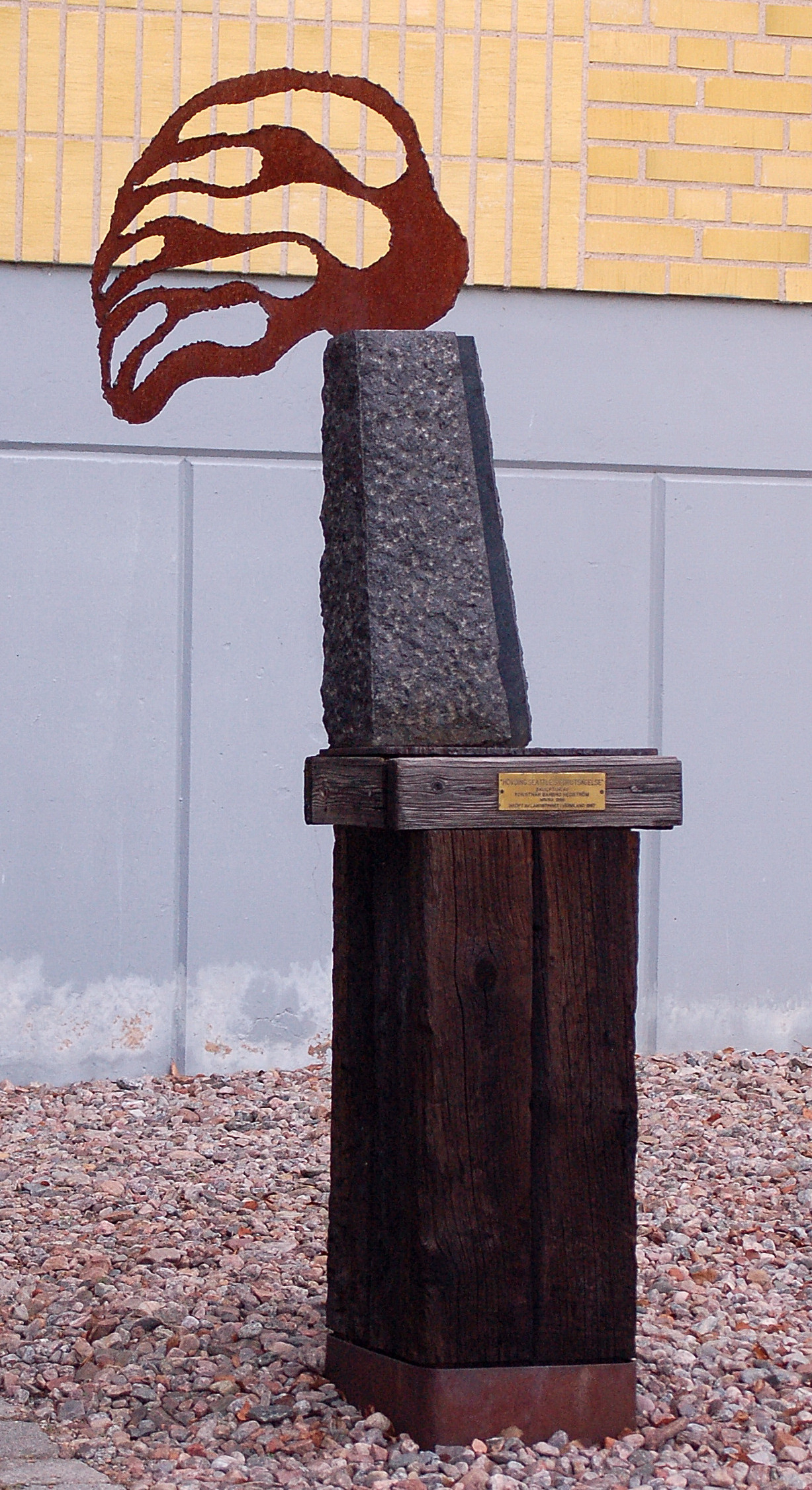
Hövding Seattles förutsägelse av Barbro Hedström utanför Ingesunds musikhögskola.

Barbro Hedström har studerat vid Camberwell och Chelsea Schools of Art i London 1971–1974, vid Konstfack i Stockholm, konsthantverkshögskolan Umprum för professor Stanislav Libenský i Prag samt Kungliga Konsthögskolan i Stockholm och kortkurser i glasblåsning vid Orrefors glasbruk.
Barbro Hedström tecknar både föreställande och abstrakt, både porträtt och landskap eller kommenterande bilder om miljö och mänskliga tillstånd, i material som kol och blyerts, målar i olja, akryl och akvarell, samt med video, foto och glas. På senare tid arbetar hon alltmer med tusch på papper och duk och på glas med akryl och olja. Som skulptör arbetar hon i svetsat stål, lera, trä, gips, plast, metall, brons, granit, marmor och betong. Hennes teman speglar människans inre och yttre tillstånd och relationen manligt/kvinnligt där den kvinnliga erfarenheten tar en självklar plats.
Bland hennes offentliga arbeten märks Requiem till Halabja i Skellefteå och den monumentala skulpturen Vingslag för kvinnofängelset Hinseberg på uppdrag av Statens konstråd. Vidare har Hedström gjort utsmyckningar för kommunerna Botkyrka och Vaxholm liksom till orterna Tumba, Åkersberga och Vaxholm. Andra offentliga konstverk finns på exempelvis Morö Backe torg i Skellefteå, bostadsområdet Dalliden i Kils kommun. Hon är även representerad i bland annat Region Värmland, Charlottenbergs sjukhem, Ingesunds musikhögskola, Södra Vikens skogsvårdskola i Sunne, Haraldsboskolan i Falun, Holländska ambassaden i Stockholm (porträtt i brons av Louis De Geer, "Den svenska industrialismens fader".)
Hedström har arbetat som lärare på Konstfack och vid konstakademier i Kina och Tyskland. Ebba Brahes palats/ Holländska ambassaden i Stockholm fick ett porträtt i brons, föreställande Louis de Geer. Flera kommuner och landsting har köpt in konst av henne, men även Statens konstråd, som 2005 gav henne i uppdrag att utföra skulpturgruppen Vingslag till den nya gården på anstalten Hinseberg. 
Så här skrev Carina Ostenfeldt i en katalogtext till Barbro Hedströms utställning på Museum Anna Nordlander:  
| ” | Det är här någonstans i den mytiska sfären som Barbro Hedströms konst oftast rör sig. Kring en djupt liggande erfarenhet av kvinnosak snarare än av kultur tillskriven kvinnlighet och det är i det som hennes konst spränger sig ut ur det rent privata och blir till en erfarenhet av människoskap i världen och i kosmos. Ibland ger den ifrån sig en mjuk viskning liken en rogivande vaggsång, så skriker den till och blottlägger smärtan för att sedan dansa med starka fötter på den nakna jorden tills allt blir en enhet igen likt förlossningens skilda faser. | „ |

En essä av konstvetaren B. Werkmäster om bronsskulpturen Hotet tillintetgjort finns att läsa i boken Kvinnor och Skapande och Harriet Clayhills intervjuade Hedström i ett kapitel av sin bok Utställningsboken. Hedström har arbetat som konsult åt Landstinget i Värmland där hon bodde och verkade i 15 år samtidigt som hon var ordförande i Värmlands konstnärsförbund under fyra år. 
Hon har ställt ut och utfört ett antal offentliga verk över hela landet, samt i varit inbjuden till internationella skulptursymposier i Frankrike, Japan, Italien, Norge, Danmark och Vitryssland. I uppslagsverket ”Vem är Hon?” finns hon omnämnd, liksom i ett omfattande verk med citat av kvinnor från hela världen sedan antiken fram till idag, - ”The Quotable Woman” av Elaine Partnow, där hon citerats ur en tidningsartikel: ”Jag hade ett ”vanligt” jobb en gång. Min själ somnade.”
Till Hedströms första separatutställning i Stockholm 1992 skrev Oscar III, (alias Oscar Hedlund, journalist i SvD) en artikel med titeln ”Barbro försätter berg” och skrev bland annat: ”Förmodligen har fru Hedström inte fattat att det råder kris i landet, att det inte är någon idé att sätta igång med någonting, att det bara är att apatiskt sitta framför TV:s nyhetssändningar med ett dödmansgrepp om fjärrkontrollen. Vad är den som först jobbar gratis i 2 år, spar och gnetar ihop till kapitalet och sedan drar iväg över halva Sverige för att hålla utställning – galen? Nej, konstnär.” Att vara konstnär: ”ett sätt att leva, en livsstil, ett uppdrag att ”förvalta sitt pund ”. Utan att för den skull glömma bort glädjen över livet självt, över barn och barnbarn.” 
Barbro är mor till skådespelerskan Tuva Novotny.